# 海南开放大学
海南开放大学，前称海南广播电视大学，是中华人民共和国的一所公办省属成人高等学校，位于海南省海口市。
1983年9月，海南广播电视大学成立。该校是海南省唯一的成人高等学校。2020年更名为海南开放大学。